# Polo aquático nos Jogos Olímpicos de Verão de 1964
O torneio de pólo aquático nos Jogos Olímpicos de Verão de 1964 foi realizado em Tóquio, Japão.
A equipe da Alemanha Unificada, que competiu nos Jogos Olímpicos entre 1956 e 1964, disputou o torneio de pólo aquático com jogadores da Alemanha Oriental.

## Masculino
| Ouro | Prata | Bronze |
| Hungria Miklos Ambrus László Felkai Janos Konrad Zoltán Dömötör Tivadar Kanizsa Péter Rusorán György Kárpáti Mihály Mayer Deszö Gyarmati Denes Pocsik András Bodnár | Iugoslávia Milan Muškatirović Ivo Trumbić Vinko Rosić Zlatko Šimenc Božidar Stanišić Ante Nardeli Zoran Janković Mirko Sandić Frane Nonković Ozren Bonačić Karlo Stipanić | União Soviética Igor Grabovsky Vladimir Kuznetsov Boris Grishin Boris Popov Nikolai Kalashnikov Zenon Bortkevich Nikolai Kuznetsov Vladimir Semenov Viktor Ageev Leonid Osipov Eduard Egorov |

### Primeira fase

#### Grupo A
| Equipe  | Pts | J | V | E | D | GP | GC |
| ------- | --- | - | - | - | - | -- | -- |
| Itália  | 4   | 2 | 2 | 0 | 0 | 9  | 6  |
| Romênia | 2   | 2 | 1 | 0 | 1 | 12 | 8  |
| Japão   | 0   | 2 | 0 | 0 | 2 | 7  | 14 |

| 11 de outubro |     |         |
| Itália        | 4–3 | Romênia |
| 12 de outubro |     |         |
| Itália        | 5–3 | Japão   |
| 13 de outubro |     |         |
| Japão         | 4–9 | Romênia |

#### Grupo B
| Equipe             | Pts | J | V | E | D | GP | GC |
| ------------------ | --- | - | - | - | - | -- | -- |
| União Soviética    | 4   | 2 | 2 | 0 | 0 | 9  | 2  |
| Alemanha Unificada | 2   | 2 | 1 | 0 | 1 | 5  | 4  |
| Austrália          | 0   | 2 | 0 | 0 | 2 | 1  | 9  |

| 11 de outubro   |     |                    |
| União Soviética | 6–0 | Austrália          |
| 12 de outubro   |     |                    |
| União Soviética | 3–2 | Alemanha Unificada |
| 13 de outubro   |     |                    |
| Austrália       | 1–3 | Alemanha Unificada |

#### Grupo C
| Equipe         | Pts | J | V | E | D | GP | GC |
| -------------- | --- | - | - | - | - | -- | -- |
| Iugoslávia     | 6   | 3 | 3 | 0 | 0 | 17 | 3  |
| Países Baixos  | 4   | 3 | 2 | 0 | 1 | 11 | 13 |
| Estados Unidos | 2   | 3 | 1 | 0 | 2 | 12 | 9  |
| Brasil         | 0   | 3 | 0 | 0 | 3 | 3  | 18 |

| 11 de outubro  |     |                |
| Brasil         | 2–3 | Países Baixos  |
| Iugoslávia     | 2–1 | Estados Unidos |
| 12 de outubro  |     |                |
| Iugoslávia     | 7–2 | Países Baixos  |
| Estados Unidos | 7–1 | Brasil         |
| 13 de agosto   |     |                |
| Iugoslávia     | 8–0 | Brasil         |
| Estados Unidos | 4–6 | Países Baixos  |

#### Grupo D
| Equipe                | Pts | J | V | E | D | GP | GC |
| --------------------- | --- | - | - | - | - | -- | -- |
| Hungria               | 4   | 2 | 2 | 0 | 0 | 16 | 1  |
| Bélgica               | 2   | 2 | 1 | 0 | 1 | 8  | 10 |
| República Árabe Unida | 0   | 3 | 0 | 0 | 3 | 8  | 17 |

| 11 de outubro         |      |                       |
| Hungria               | 11–1 | República Árabe Unida |
| 12 de outubro         |      |                       |
| Hungria               | 5–0  | Bélgica               |
| 13 de outubro         |      |                       |
| República Árabe Unida | 5–8  | Bélgica               |

### Fase semifinal
Na semifinal, as oito equipes classificadas da fase anteiror são divididas em dois grupos de quatro equipes cada. As equipes que estavam em um grupo na primeira fase permanecem no mesmo grupo agora, considerando-se inclusive os resultados. O mesmo critério foi adotado para a fase final

#### Grupo A/B
| Equipe             | Pts | J | V | E | D | GP | GC |
| ------------------ | --- | - | - | - | - | -- | -- |
| União Soviética    | 5   | 3 | 2 | 1 | 0 | 7  | 4  |
| Itália             | 4   | 3 | 2 | 0 | 1 | 6  | 6  |
| Romênia            | 3   | 3 | 1 | 1 | 1 | 10 | 10 |
| Alemanha Unificada | 0   | 3 | 0 | 0 | 3 | 7  | 10 |

| 14 de outubro   |     |                    |
| Itália          | 0–2 | União Soviética    |
| Romênia         | 5–4 | Alemanha Unificada |
| 15 de outubro   |     |                    |
| Itália          | 2–1 | Alemanha Unificada |
| União Soviética | 2–2 | Romênia            |

#### Grupo C/D
| Equipe        | Pts | J | V | E | D | GP | GC |
| ------------- | --- | - | - | - | - | -- | -- |
| Iugoslávia    | 5   | 3 | 2 | 1 | 0 | 17 | 8  |
| Hungria       | 5   | 3 | 2 | 1 | 0 | 15 | 9  |
| Países Baixos | 2   | 3 | 1 | 0 | 2 | 14 | 18 |
| Bélgica       | 0   | 3 | 0 | 0 | 3 | 7  | 18 |

| 14 de outubro |     |               |
| Hungria       | 6–5 | Países Baixos |
| Iugoslávia    | 6–2 | Bélgica       |
| 15 de outubro |     |               |
| Países Baixos | 7–5 | Bélgica       |
| Iugoslávia    | 4–4 | Hungria       |

### Fase final

#### Classificação 5º-8º lugares
| Equipe             | Pts | J | V | E | D | GP | GC |
| ------------------ | --- | - | - | - | - | -- | -- |
| Romênia            | 4   | 3 | 2 | 0 | 1 | 14 | 10 |
| Alemanha Unificada | 4   | 3 | 2 | 0 | 1 | 14 | 12 |
| Bélgica            | 2   | 3 | 1 | 0 | 2 | 13 | 15 |
| Países Baixos      | 2   | 3 | 1 | 0 | 2 | 12 | 16 |

| 17 de outubro      |     |               |
| Romênia            | 6–1 | Países Baixos |
| Alemanha Unificada | 5–3 | Bélgica       |
| 18 de outubro      |     |               |
| Romênia            | 3–5 | Bélgica       |
| Alemanha Unificada | 5–4 | Países Baixos |

#### Classificação 1º-4º lugares
| Equipe          | Pts | J | V | E | D | GP | GC |
| --------------- | --- | - | - | - | - | -- | -- |
| Hungria         | 5   | 3 | 2 | 1 | 0 | 12 | 7  |
| Iugoslávia      | 5   | 3 | 2 | 1 | 0 | 8  | 5  |
| União Soviética | 2   | 3 | 1 | 0 | 2 | 4  | 7  |
| Itália          | 0   | 3 | 0 | 0 | 3 | 2  | 7  |

| 17 de outubro   |     |                 |
| Itália          | 1–3 | Hungria         |
| Iugoslávia      | 2–0 | União Soviética |
| 18 de outubro   |     |                 |
| Itália          | 1–2 | Iugoslávia      |
| União Soviética | 2–5 | Hungria         |